# Fool to Cry
Fool to Cry är sjunde spåret på Rolling Stones album Black and Blue, släppt 23 april 1976. Låten släpptes också som singel. Balladen skrevs av Mick Jagger och Keith Richards och spelades in i december 1974.
Texten handlar om en man som är ledsen och som möts av en oförstående omgivning, bland annat sin dotter: "Daddy what's wrong?" (" Pappa, är något på tok?"), lyder en strof och refrängen på den fem minuter och fem sekunder långa låten lyder: "Daddy you're a fool to cry"  ("Pappa, du är dum som gråter"). I slutet av låten sjunger Jagger: "I'm a certified fool" ("Jag är en auktoriserad dåre").

## Medverkande musiker
- Mick Jagger - sång
- Wayne Perkins och Keith Richards - gitarr
- Bill Wyman - elbas
- Charlie Watts - trummor
- Mick Jagger och Nicky Hopkins - elpiano
- Nicky Hopkins - synthesizer

På samlingsdubbel-CD:n "Honk" 2019 anges Billy Preston på piano och keyboard (Polydor 774 519-9).